# Gigapassus
Gigapassus Miller, 2007 è un genere di ragni appartenente alla famiglia Linyphiidae.

## Distribuzione
L'unica specie oggi attribuita a questo genere è stata reperita in Argentina.

## Tassonomia
A dicembre 2011, si compone di una specie:
- Gigapassus octarine Miller, 2007[3] — Argentina